# St. Nikolai (Töttelstädt)

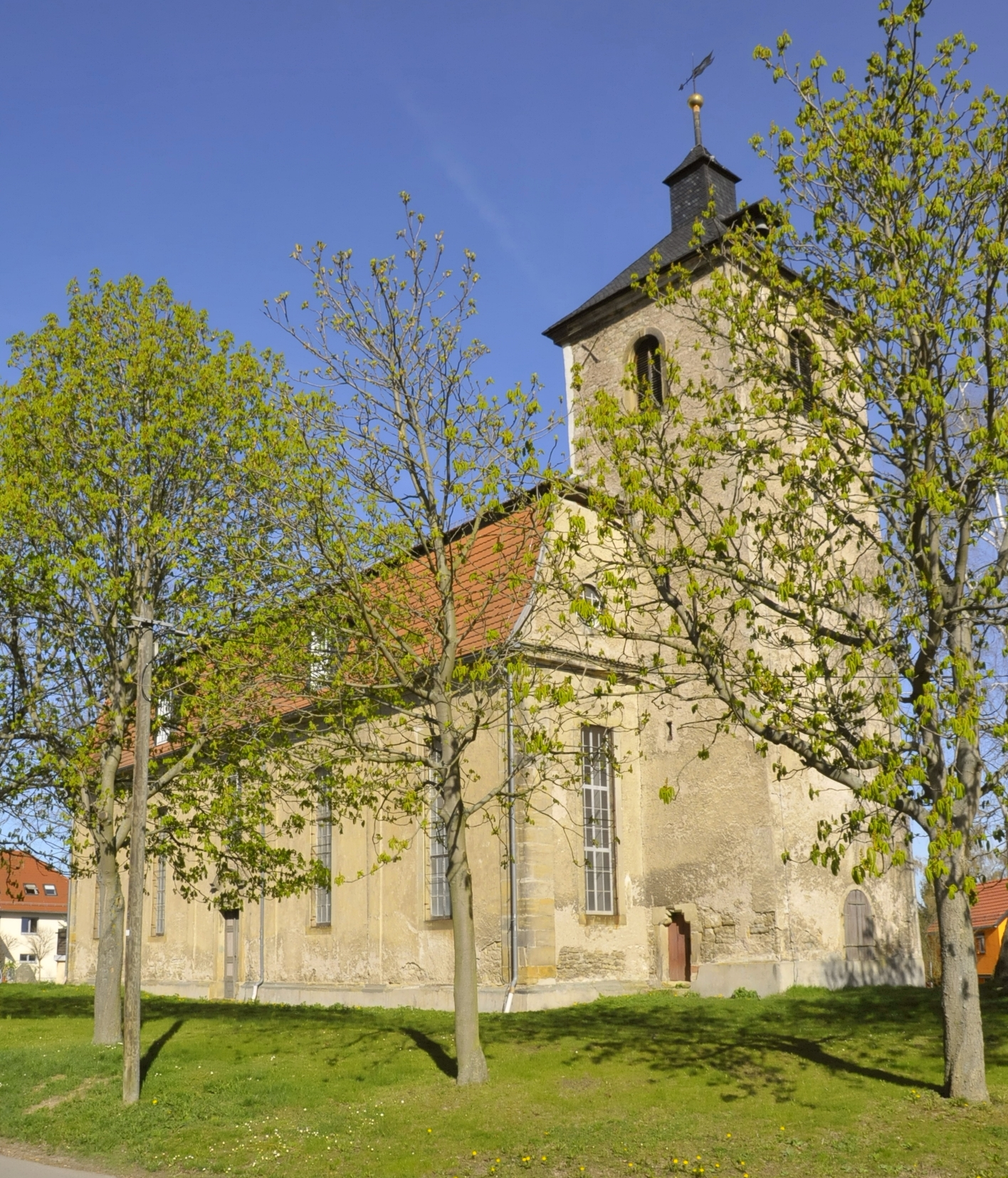
Die Kirche von Südosten

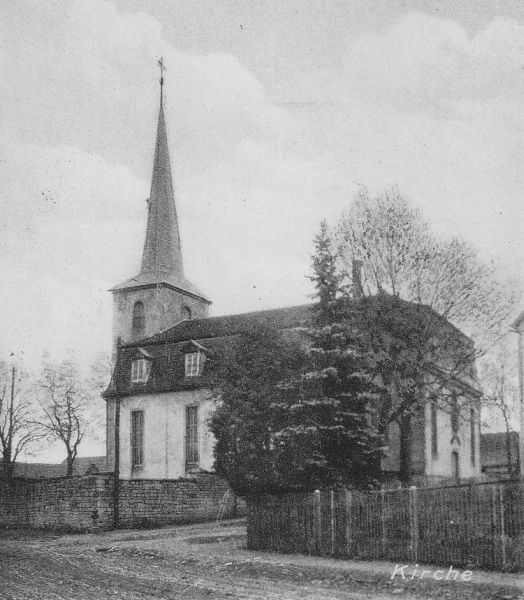
Die Kirche mit der alten Turmspitze um 1920

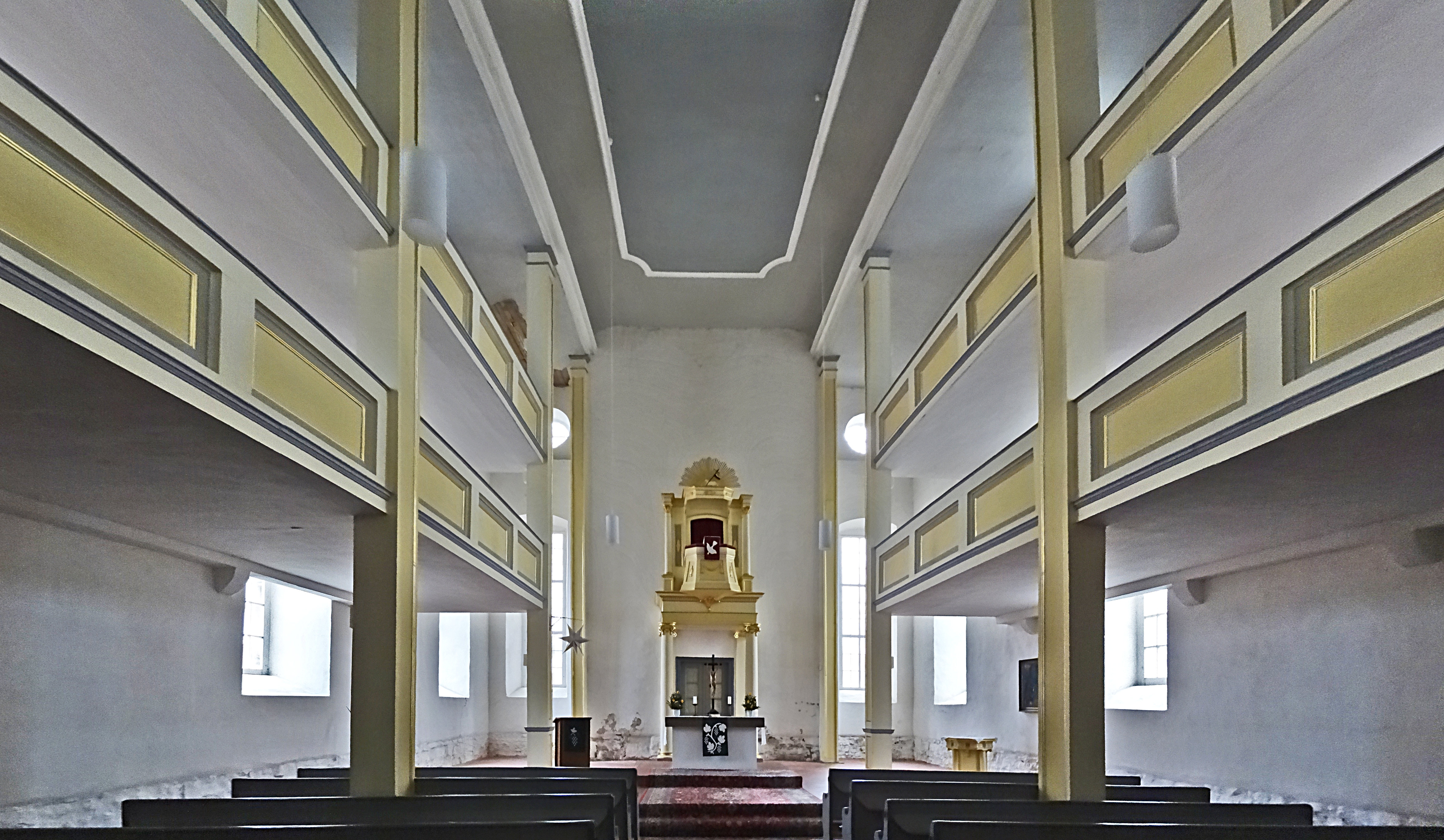
Innenansicht

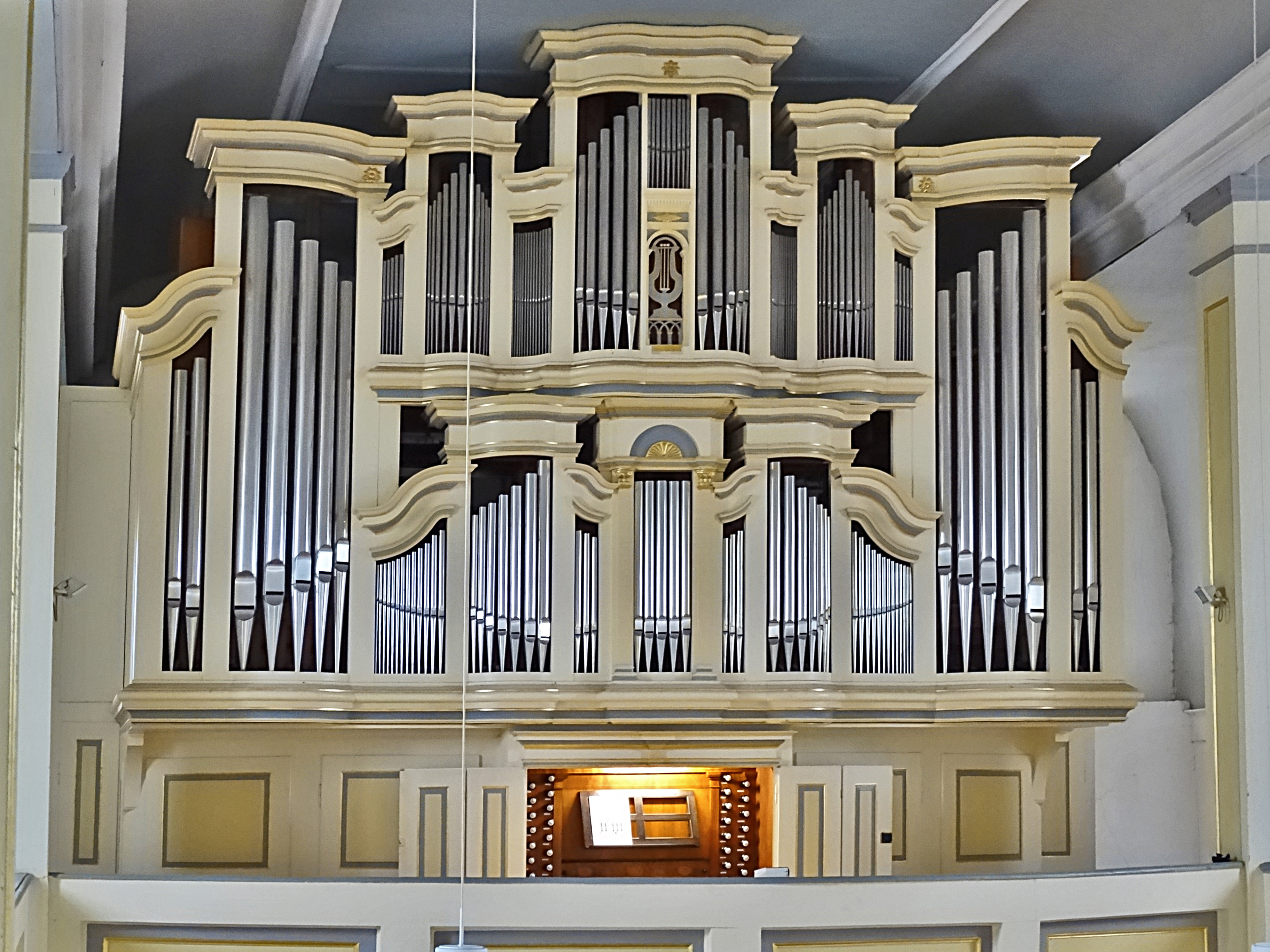
Ratzmann-Orgel

Die Kirche St. Nikolai in Töttelstädt ist eine evangelische Filialkirche im Stadtgebiet von Erfurt. Sie gehört zum evangelischen Kirchenkreis Gotha.

## Geschichte
Ein gotischer Vorgängerbau stammt aus dem Jahr 1492. Von ihm stammt der eingezogene Chorturm und einige Vorhangbogenfenster an der Südseite.
Am 26. Oktober 1725 erfolgte ein weitgehender Neubau der Kirche. Sie wurde Anwesenheit von Herzog Friedrich II. eingeweiht.
1818 wurde der später als Dichter bekanntgewordene Wilhelm Hey Pfarrer von Töttelstedt. Während seiner Zeit fiel die Kirche am 15. Juni 1824 einem Großbrand zum Opfer. Sie wurde umgehend im klassizistischen Stil wieder aufgebaut und erhielt ein fünfachsiges Schiff mit Mansarddach. Die Fassaden wurden durch Putzlisenen gegliedert. An den Längsseiten befinden sich mittig angeordnete geohrte Portale, das eine mit einer Inschrift. Der einheitlich-schlicht gestaltete Innenraum bekam eine flache Putztonne, eine umlaufende Doppelempore und einen Kanzelaltar. Der Turm wurde vom Zimmermeister Geiling aus Bienstädt erbaut. Am 20. Dezember 1825 wurde die neue Kirche eingeweiht. Die Baukosten betrugen 4736 Taler. 1827 verließ Hey Töttelstedt und wurde Hofprediger in Gotha.
Am 12. Juli 1984 wurde die hohe und spitze Kirchturmspitze durch einen verheerenden Sturm abgehoben und weggeschleudert. Dabei wurde auch die Bushaltestelle zertrümmert. Die 130 Jahre alten Linden- und Kastanienbäume, die den Kirchhof säumten, wurden ebenfalls vernichtet. Der Turmhelm wurde 1986 in niedrigerer und vereinfachter Form wieder errichtet. Auf dem Kirchhof wurden 20 Kastanienbäume neu gepflanzt.
1998 bis 2000 wurden Kirche und Orgel restauriert und am 10. Juni 2001 in einem Festgottesdienst wieder eingeweiht. Die Kirchgemeinde lädt regelmäßig zu Gottesdiensten und jedes Jahr im Sommer zu Orgelkonzerten ein.

## Glocken
Die Kirche hatte 1825 drei Glocken aus Apolda (Ulrich) erhalten. Die große Glocke hatte einen Durchmesser von 123 cm, die mittlere von 97 cm. Beide Glocken wogen zusammen 1867 kg. Alle drei Glocken kosteten damals 828 Taler.
1917 wurden die große und mittlere Glocke vom Kirchturm heruntergenommen und für Kriegszwecke verwendet. Seitdem hat die Töttelstädter Kirche nur noch eine kleine Glocke.

## Innenausstattung
- Kanzelaltar von 1825.
- Orgel von 1825 aus der Ratzmann-Werkstatt
- Turmuhr von Wilhelm Kühn Gräfenroda (1951)